# Zheng Xiaoying
Zheng Xiaoying (en xinès tradicional: 鄭小瑛; en xinès simplificat: 郑小瑛; en pinyin: Zhèng Xiǎoyīng; Yongding, 28 de setembre de 1929) és la primera directora d'orquestra de la República Popular de la Xina. Zheng fou la directora cap de la Casa de l'Òpera Nacional de la Xina i va formar i dirigir l'Orquestra Filharmònica de Xiamen. També ha estat degana al Conservatori Central de Música de Pequín.

## Biografia
Zheng nasqué a Yongding, Fujian. Zheng és descendent de l'ètnia hakka i sentí que la seua família valorava l'educació. Zheng primer estudià en la Universitat Femenina de Jingling a Nanjing el 1947. Zheng va formar part en la Revolució Comunista Xinesa, on la seua feina era a una companyia una cançó i dansa llarga i dirigir òperes xineses. Ella va estar treballant a la província de Hunan.
Més endavant, Zheng estudià al Conservatori Central de Música de Pequín el 1952. El seu primer professor de direcció fou Nicolai Tumascheve, qui ensenyava direcció de cors. El 1955, va ser enviada a un curs especial ensenyat per directors soviètics on ella era l'única dona en la classe. Ella donà classes al Conservatori Central de Música de Pequín entre 1956 i 1960. Zheng aleshores estudiava direcció d'òpera al Conservatori de Moscou entre 1960 i 1963. El 1962, es va convertir en la primera dona en dirigir una òpera ambientada en l'estranger quan dirigí Tosca al Teatre Nacional de Moscou. Després de l'esdeveniment de Moscou, tornà al Conservatori Central de Música de Pequín i donà classes allí fins que la Revolució Cultural va interrompre la seua feina. Durant la revolució, no "hi havia música clàssica a la Xina".
Zheng es convertí en la Directora Principal de la Casa de l'Òpera Nacional de la Xina a Pequín el 1977. Es va involucrar en les "actuacions influents" de The God of Flowers, La Traviata, Carmen, Le Nozze di Figaro i Madam Butterfly. En la dècada de 1980, ella ajudà al director francès, Jean Perrison, a fer la primera traducció al xinès de l'obra Carmen quan ell visità Pequín.
El 1993, ella va fundar la primer orquestra simfònica de dones de la Xina, l'Orquestra Filharmònica Ai Yue Nu, la qual ha actuat pel món. El grup interpreta tant música occidental com xinesa. Zheng i l'orquestra de dones actuà en la Quarta Conferència Mundial sobre les Dones.
Quan Zheng es retirà de l'Òpera Nacional de la Xina el 1997, es va mudar a Xiamen. El 1998, començà l'Orquestra Filharmònica de Xiamen (OFX), una banda musical no-estatal. L'OFX ha crescut de manera estable baix el seu lideratge, guanyant reconeixement mundial. Zheng va ser una de les portadores de la torxa a Xiamen per als Jocs Olímpics de 2008. El 2011, li donaren el Premi de Melodia Daurada per part de l'Associació de Músic Xinesos. També va rebre el títol de Figura Cultural Xinesa el 2012 per la seua contribució a l'educació musical i de direcció musical. Es va retirar de l'OFX el 2013. En 2014, va ser atorgada el títol de "Directora d'Honor Vitalícia" per la Casa de l'Òpera Nacional de la Xina.
Zheng és una educadora qui treballa per ajudar al públic entendre i apreciar l'orquestra. També ensenyà a les audiències sobre l'etiqueta als concerts.